# Небојша Ђурановић
Небојша Ђурановић (Београд, 1968) српски је уметник у области ликовног стваралаштва. Члан је сликарско–графичке секције УЛУПУДС –а.
Дипломирао је на Факултету примењених уметности и дизајна у Београду 1998. године у класи професора Растка Ћирића. Током 2001. и 2005. године, боравио је на вишемесечним стручним усавршавањима у Француској. Био је члан стручног жирија за израду споменика Стефану Немањи у Београду.

## Уметнички рад
О његовом раду писали су Никола Кусовац, Срето Бошњак, Драган Јовановић Данилов, Дејан Ђорић и Здравко Вучинић.
Објавио је 2005. године књигу Средњовековна Србија, као аутор текста и илустрације, у издању издавачке куће Прометеј Нови Сад. Године 2015. објављена је монографија Хроника тела са сликама и цртежима из периода 2000 — 2015. године у издању издавачке куће Evro book, са 170 страна у тиражу од 1000 примерака. Био је аутор илустрација у делу Библија у 365 слика и прича, објављене 2016. године, у издању Evro book, Београд. Као аутор текста и илустрација године 2018. објављује монографију Српски витезови у доба Немањића, у издању издавачке куће Evro book.
Године 2019. у периоду април – септембар, на 126 билборда широм Београда представљене су репродукције његових слика из циклуса о средњовековној Србији.
Илустровао је са 60 слика књигу Књига о Београду Горана Весића, 2019. године, као и другу књигу истог аутора Књига о Београду 2, са 60 слика, обе у издању Прометеја, Нови Сад. Исте године слике су изложене у Галерији Прогрес.
Године 2020. за свечану салу Скупштине града радио је слику Деспот Стефан под бедемима Београда, димензије 2,5x6,5m.
Његове слике налазе се у приватним и музејским колекцијама широм света. Живи и ради у Београду, у статусу самосталног уметника.

## Самосталне изложбе
Учествовао је на више самосталних и бројним колeктивним изложбама у земљи и иностранству.
- 1995. Музеј града – кућа Крсмановић, Београд
- 1995. Музеј Војводине, Нови Сад
- 1996. Галерија Санта Марија, Будва
- 2000. Руски дом, Београд
- 2001. Југословенски културни центар, Париз
- 2007. Културни центар, Рашка
- 2008. Галерија QUCERA, Београд[7]
- 2008. Велика Галерија Дома војске, Београд.
- 2010. Галерија Сингидунум, Београд
- 2010. Ликовни салон Дома културе Чачак
- 2010. Галерија КЦ „Лаза Костић”, Сомбор
- 2011. Ликовна галерија КЦ, Врбас
- 2014. Галерија РТС-а, Хол, Београд
- 2015. Културни центар, Вршац
- 2015. Културни центар, Параћин
- 2017. , Беч
- 2018. Изложба једне слике Крунисање Стефана Првовенчаног, Галерија РТС-а, Хол, Београд[8]
- 2019. Галерија Прогрес, Слике о Београду, Београд
- 2020. Деспот Стефан под бедемима Београда, Скупштина града, Београд[9]
- 2024. Велика Галерија Дома војске, Београд[10][11]
- 2024. Галерија савремене уметности, Ниш
- 2024. Музеј Војводине, Нови Сад
- 2024. Културни центар, Зрењанин[12]
- 2024. Културни центар, Шабац[13]

## Награде и признања
Добитник је више награда и признања, између осталих:
- 2007. и 2010. Годишња награда УЛУПУДС-а,
- 2008. Прва награда Мали формат,
- 2013. Палета „Ђура Јакшић”, Пожаревац,
- 2018. Сајам књига, Награда УЛУПУДС-а за илустрацију књиге Српски витезови у доба Немањића.[14]
- 2025. Орден Карађорђеве звезде трећег степена, на Видовдан, Указом Председника Србије[15]

## Галерија
Циклус Средњевековна Србија
- Цар Душан и Царица Јелена у Дубровнику 1350, уље на платну, 80x60цм
- Деспот Ђурађ и Ирина Кантакузин, уље на платну, 60x40цм
- Краљевић Марко, уље на платну, 100x130цм
- Милош Обилић, уље на платну, 100x70цм
- Јуриш српске коњице Видовдан 1389, уље на платну, 110x140цм
- Милош Обилић и Султан Мурат, уље на платну, 70x100цм
- Кнегиња Милица, уље на платну, 90x120цм
- Цар Лазар и Бајазит 1389, уље на платну, 70x100цм
- Косовска битка, уље на платну, 130x130цм
- Крунисање Стефана Првовенчаног, Жича 1219, уље на платну, 300x500цм
- Први српски устанак 1804, уље на платну, 205x300цм
- Причест испред Грачанице 1389, уље на платну, 100x130цм

Циклус Хроника тела
- Бисер II, уље на платну, 70х100цм
- Благовести, уље на платну, 70х100цм
- Друга страна ветра, уље на платну, 30х45цм
- Неонске улице, уље на платну, 100х70цм
- Поглед, уље на платну, 100х70цм